# Santuario del Sol Will Rogers
El Santuario del Sol Will Rogers, también conocido como Santuario Will Rogers, es una torre y capilla conmemorativa en la montaña Cheyenne en la ciudad de Colorado Springs, en el estado de Colorado (Estados Unidos). Lleva el nombre de Will Rogers, el humorista estadounidense, que murió en un accidente aéreo en Alaska en 1935 durante la construcción del santuario. También es una tumba para los restos de Spencer Penrose, quien construyó muchas de las propiedades destacadas de la ciudad, incluido el zoológico vecino de Cheyenne Mountain y el complejo The Broadmoor, y su esposa Julie Penrose. Terminado por Penrose en 1937, el santuario es una torre de observación de 30 m de cinco pisos que domina elHotel Broadmoor, Colorado Springs y el Jardín de los Dioses.
Fue incluido en el Registro Nacional de Lugares Históricos en 1994 por sus cualidades artísticas y arquitectónicas.: 8:5 

## Geografía
El Santuario del Sol de Will Rogers está ubicado a 2480 m.: 123 Se trata de  una elevación de 457 m sobre Colorado Springs, y también está sobre el Zoológico de Cheyenne Mountain en el lado de Cheyenne Mountain.: 8:7fc Las vistas de Rampart Range, Colorado Springs y las llanuras se pueden ver desde el sitio en un promontorio en la montaña, al que se accede a través de Cheyenne Mountain Highway.: 7:1 El camino hacia el santuario está restringido en la puerta de peaje a las personas que hayan comprado boletos para el zoológico de Cheyenne Mountain.: 123 

## Descripción

### Visión general
El monumento conmemorativo de cinco pisos y un edificio contiguo de un piso con la capilla fueron diseñados por el arquitecto local Charles E. Thomas, quien fue contratado por Julie y Spencer Penrose, la filántropa y desarrolladora: 7:1 que construyó el recurso de Broadmoor y el parque zoológico de la montaña de Cheyenne. El monumento está hecho de arquitectura renacentista románica con contrafuertes, una puerta de hierro y latón ornamentada y estrechas ventanas emplomadas. Tienen 30 m de altura. El santuario recibe su nombre en parte por las vistas del sol naciente y poniente. Will Rogers, quien murió en 1935 en un accidente aéreo, está recordado en imágenes de su vida que se muestran en el interior del monumento y en el nombre del santuario. El santuario también es un monumento a las vidas de Julie y Spencer Penrose, cuyas tumbas se encuentran en el nivel inferior del monumento. La historia de la región de Pikes Peak se representa en un espacio de 32 m²  un mural de Randall Davey, un artista de Santa Fe, Nuevo México.
Se ingresa al sitio del Santuario del Sol de Will Rogers a través de una puerta de piedra. Los terrenos están rodeados por un muro de piedra: 7:1 hecho del mismo bloque único de granito rosa extraído de la montaña Cheyenne que se usó para hacer la torre.: 7:1 Dentro de los muros de piedra, hay una estatua de Will Rogers de Jo Davidson, esculturas chinas y jardines con plantas nativas de la región.: 7:1–2 Avard Fairbanks hizo un busto de bronce de Spencer Penrose.: 7:2 
El edificio está construido de granito, acero, cemento, hierro y latón. Su techo fue construido con teja cerámica.: 2 No hubo madera ni clavos en su construcción. El interior tiene pisos de terrazo, mármol y herrajes. Las escaleras conducen a los pisos superiores.: 7:1 
Se completó en 1937 y se inauguró el 6 de septiembre de 1937. El costo total de construcción fue de aproximadamente 250 000 dólares (unos 4 712 384 de dólares de la actualidad).: 123 

### Monumento
Las secciones del monumento son un edificio de un piso con la capilla, la torre de cinco pisos y una escalera que conecta los dos. Randall Davey pintó murales en el primer piso del monumento y los primeros dos niveles de la escalera que representan a las personas y los eventos históricos del área. Los murales, restaurados en 1994 por Eric Bransby,: 3, 8:8 ilustrar escenas de nativos americanos ; los viajes de Zebulon Pike ; Minería Cripple Creek ; William Jackson Palmer, fundador de Colorado Springs; y Spencer Penrose.: 8:8 Los siguientes tres pisos contienen una historia fotográfica de Will Rogers desde sus primeros días de infancia en Oklahoma hasta su tiempo en el escenario, la pantalla y la radio. El último mural es de Will y Wiley Post tomado justo antes del fatal accidente.
Un conjunto de campanillas de Westminster: 83 se tocan en un vibraharp: 8:7 cada cuarto de hora: 85 o cada hora. Los sonidos de las campanadas se pueden escuchar a 32 km de distancia,: 8:7  debido a lo que era un sistema de amplificación de última generación cuando se construyó.: 123 Canciones como Home on the Range y música clásica se han transmitido desde la torre a lo largo de los años. Por la noche, el santuario se ilumina con reflectores y la pasarela está iluminada. Visible abajo, el lago Cheyenne en The Broadmoor refleja las luces cercanas.: 83 

### Capilla
La capilla está debajo del primer nivel. Contiene obras de arte europeas de los siglos XV y XVI, incluida una pintura barroca de la Virgen del siglo XVI. Los muebles del siglo XVI incluyen la sillería del coro, un altar barroco clásico y bancos de monje tallados. El crucifijo de la capilla es una talla de madera alemana.: 3 Los restos de Spencer y Julie Penrose están enterrados en la capilla junto con dos amigos,: 7:1 El secretario social de Spencer, Horace Devereaux, y Larry Leonard. Las obras de arte orientales incluyen una estatua de bronce de Bodhisattva Guanyin que lleva un rosario y tres estatuas de Buda.: 3 